# Окамото, Таданари
Таданари Окамото (яп. 岡本忠成, Окамото Таданари) — японский анимационный режиссёр, специализировавшийся в области кукольной анимации. Окамото получил наибольшее количество призов имени Нобуро Офудзи (восемь) и многие международные награды. Вместе со своим наставником Тадахито Мотинага, а также другом и коллегой Кихатиро Кавамото Окамото считается одним из пионеров кукольной анимации в Японии.

## Биография
В 1955 году окончил юридический факультет Осакского университета. В 1964 году основал Echo Productions, студию кукольной анимации, где он был продюсером и режиссером.

## Фильмография
- 1965: Таинственное лекарство (яп. ふしぎなくすり) — 14’21" кукольный (дерево, кожа)
- 1966: Добро пожаловать, инопланетяне (яп. ようこそ宇宙人) — 14’27" кукольный (дерево, пластик)
- 1966: Операция «Дятел» (яп. キツツキ計画) — 14’35" с низким рельефом (дерево)
- 1968: Когда дедушка был пиратом (яп. おじいちゃんが海賊だった頃) — 3’51" кукольный (дерево)
- 1968: Десять маленьких индейцев (яп. 十人の小さなインディアン) — 1’39" кукольный (дерево, кожа)
- 1970: Дом, мой дом (яп. ホーム・マイホーム) — 3’47" низким рельефом (оригами)
- 1970: Цветок и крот (яп. 花ともぐら) — 15’29" кукольный (дерево, кожа)
- 1971: Тикотан (яп. チコタン) — 10’54" Целлулоид (карандаш)
- 1971: Одинокая долина (яп. お淋し谷) — 3’22" Целлулоид (многоканальный экран)
- 1971: Песня Декабря (яп. 12月のうた) — 1’58" Целлулоид (многоканальный экран)
- 1972: Обезьяна и краб (яп. さるかに) — 19’12" кукольный (дерево)[4]
- 1972: Дерево Мотимоти (яп. モチモチの木) — 16’51" с низким рельефом (бумага)
- 1973: Слава малому злу (яп. 南無一病息災) — 17’40" с низким рельефом (окрашенные кедровые дощечки)[5]
- 1973: Транспортные компаньоны? (яп. 旅は道連れ世は情) — 2’16" Целлулоид (маркер)
- 1974: Пять маленьких историй (яп. 小さな五つのお話) — 19’35" Целлулоид + марионетки
- 1975: Водяное семя (яп. 水のたね) — 18’57" низкий рельеф (одежда, трафарет, красители)
- 1975: Глубоководные рыбы (яп. 深海鱼) — 4’9" рельеф (пластик, силикон)
- 1975: Принц с большим животом (яп. オナカの大きな王子さま) — 2’20" чел
- 1975: Телефон проклятий (яп. うらめしでんわ) — 2’49" Целлулоид (маркер)
- 1976: Симфонические вариации (яп. シンフォニックバリエーション) — 2’13" пряжа
- 1976: Кто это? (яп. あれはだれ) — 21’13" пряжа
- 1976: Мост силы (яп. ちからばし) — 10’47" кукольный
- 1976: Из цветения сакуры с любовью (яп. サクラより愛をのせて) — 2’32" Целлулоид
- 1977: Лицом к радуге (яп. 虹に向って) — 18’26" кукольный
- 1978: Письмо снежного дня (яп. 雪の日のたより) — 2’24" Целлулоид
- 1978: Плюмажные бе́лки (яп. りすのパナシ) — 21’32" пряжа
- 1979: Красивое название (яп. ビューティフルネイム) — 4’1" Целлулоид
- 1979: Цветы гречихи на спрятанной демоном горе (яп. 鬼がくれ山のソバの花) — 22’55" чел
- 1980: Забытая кукла (яп. 忘れられた人形) — 13’29" Целлулоид фото + кукольный
- 1980: Шшшш! (яп. お静かに) — 4’14" Целлулоид (маркер)
- 1981: Дед сковорода (яп. ふらいぱんじいさん) — 20’56" пластилин
- 1981: Белый слон (яп. 白い象) — 22’32" низкой помощи
- 1982: Магическая баллада (яп. おこんじょうるり) — 26’32" кукольный (папье маше)[6]
- 1982: Эволюция человека (яп. 人類の進化) — 19’40" Целлулоид + кукольный
- 1983: Упрямый ослик (яп. ロバちょっとすねた) — 2’23" пластилин
- 1984: Метрополитен музей (яп. メトロポリタンミュージアム) — 2’21" полный + низкорельефные марионетки
- 1986: Коро на крыше (яп. コロは屋根のうえ) — 2’20" пластилин
- 1991: Ресторан многих заказов (яп. 注文の多い料理店) — 19’00" Целлулоид

## Награды и фестивали
- 1965 Приз имени Нобуро Офудзи за фильм «Таинственное лекарство»[7]
- 1970 Приз имени Нобуро Офудзи за фильмы «Цветок и крот» и «Дом, мой дом» (яп. ホーム・マイホーム)[8]
- 1970 Золотая медаль 25-го Токийского конкурса образовательных фильмов (в номинации для студентов) за фильм «Цветок и крот»[9]
- 1975 Приз имени Нобуро Офудзи за фильм «Водяное семя» (яп. 水のたね)[10]
- 1982 Приз имени Нобуро Офудзи за фильм «Магическая баллада» (яп. おこんじょうるり)[11]
- 1990 Специальный приз кинопремии Майнити: за вклад в развитие японских анимационных фильмов[12]
- 2013 В рамках фестиваля японской культуры «Японская осень в Беларуси 2013» в Минске демонстрировалось несколько фильмов Окамото: Обезьяна и краб (яп. さるかに) (1972), Дерево Мотимоти (яп. モチモチの木) (1972), Магическая баллада (яп. おこんじょうるり) (1982), Ресторан многих заказов (яп. 注文の多い料理店) (1991)[4].
- 2019 На международном фестивале в Анси в рамках специальной программы «Tribute to Japanese Animation: Puppets in Animation and Beyond: a Work by Tadahito Mochinaga and Tadanari Okamoto» демонстрировалось двенадцать фильмов Окамото.[13][14]